# 小鈴まさ記
小鈴 まさ記（こすず まさき、1970年7月19日 - ）は、日本の俳優。
東京都出身。身長181cm。特技はスポーツ、殺陣。

## 出演

### テレビ
- 牟田刑事官事件ファイル33（2007年） ‐ 谷口誠一
- スタアの恋　（2001年　フジテレビ）
- ホステス探偵危機一髪5　（2003年10月　TBS 月曜ミステリー劇場）
- 温泉仲居探偵の事件簿2　（2003年10月15日　テレビ東京 女と愛とミステリー）

### CM
- 小田急ロマンスカー
- ソニー生命
- KDDI 企業広告 『あなたを見つめるi篇』　父親役　（2007年?）

### 舞台
- OUR HOUSE
- レ・ミゼラブル
- ミス・サイゴン
- サウンド・オブ・ミュージック